# تاريخ القدس خلال العصور الوسطى

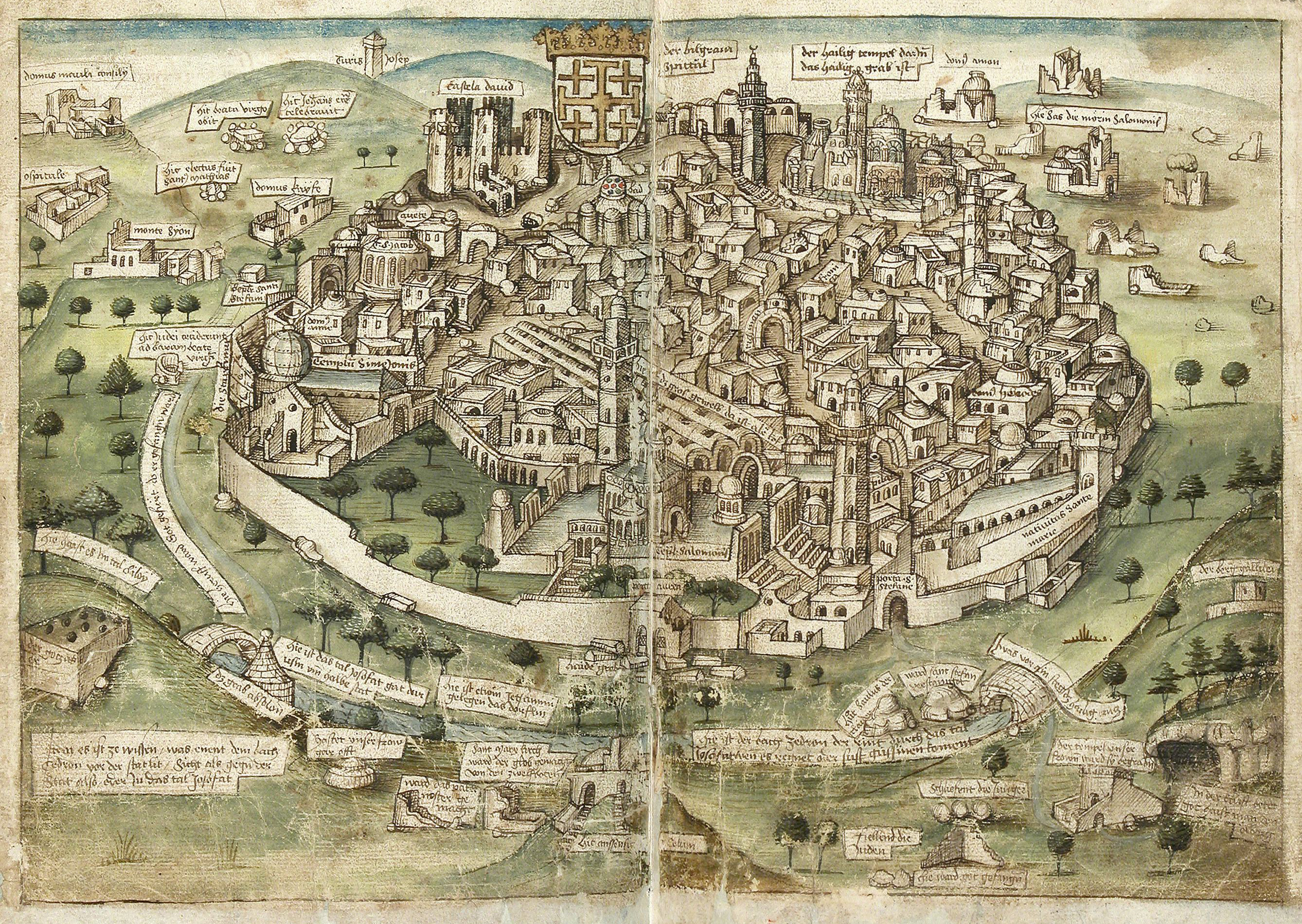
مدينة القدس في 1487 لكونارد غرونبيرغ

تاريخ القدس خلال العصور الوسطى هو إجمالًا تاريخ تقهقر، إذ بدأت كمدينة رئيسية في الإمبراطورية البيزنطية، وازدهرت خلال القرون الأولى من السيطرة الإسلامية (637\638 – 969)، إلا أن عدد سكانها انخفض من نحو 200 ألف إلى أقل من نصف هذا العدد في ظل حكم الخلافة الفاطمية (أواخر القرن العاشر حتى القرن الحادي العشر) بحلول زمن الغزو المسيحي في عام 1099. ذبح المسيحيون الكثير من السكان حين استولوا على المدينة، وفي حين انتعش التعداد السكاني خلال مملكة بيت المقدس، تناقص تعدادها مرة أخرى إلى أقل من 2000 نسمة حين استعاد الأتراك الخوارزميون المدينة في عام 1244. بعد ذلك، بقيت المدينة موضعًا منعزلًا للإمبراطوريات الإسلامية في العصور الوسطى ولن يتجاوز التعداد السكاني العشرة آلاف مرة أخرى حتى القرن السادس عشر. نقلت عدة مرات بين العديد من الفصائل الإسلامية حتى غزاها العثمانيون بشكل حاسم في عام 1517، والذين سيطروا عليها حتى استيلاء البريطانيين عليها في عام 1917.

## الحكم البيزنطي
وصلت القدس إلى ذروة حجمها وتعدادها السكاني عند نهاية فترة المعبد الثاني: غطت المدينة كيلومترين مربعين (0.8 ميل مربع) وكان تعدادها السكاني يبلغ 200 ألف نسمة. في القرون الخمسة التالية التي تلت ثورة بار كوخبا في القرن الثاني، بقيت المدينة تحت الحكم الروماني ثم الحكم البيزنطي. خلال القرن الرابع، بنى الإمبراطور الروماني قسطنطين الأول مواقع مسيحية في القدس مثل كنيسة القيامة.
في عام 603، كلف البابا غريغوري الأول الرافينا أبوت بروبوس، الذي كان في السابق مبعوث غريغوري في محكمة لومبارد، ببناء مستشفى في القدس لعلاج الحجاج المسيحيين إلى الأراضي المقدسة والعناية بهم. في عام 800، وسّع شارلمان مستشفى بروبوس وأضاف إليه مكتبة، إلا أن الحاكم بأمر الله دمره إلى جانب ثلاثة آلاف مبنى آخر في القدس.
مُنع اليهود من دخول المدينة منذ أيام قسطنطين حتى الفتح العربي في عامي 637\638، على الرغم من الضغط المكثف من قبل البيزنطيين اليهود. بعد الاستيلاء العربي على القدس، سُمح لليهود بالعودة إلى المدينة من قبل الحكام المسلمين مثل عمر بن الخطاب. خلال القرن الثامن حتى القرن الحادي عشر، تضاءلت أهمية القدس تدريجيًا مع تنافس القوى العربية في المنطقة على السيطرة.

## الخلفاء العرب (637\638 – القرن الحادي عشر)
كانت المدينة واحدة من الفتوحات الأولى للخلافة العربية في عامي 637\638. دُوّن في سجلات ويليام الصوري أن عمر بن الخطاب أتى شخصيًا لاستلام مفاتيح المدينة من البطريرك الأورثوذوكسي اليوناني، صفرونيوس، ودُعي لإقامة الصلوات الإسلامية في كنيسة القيامة. اختار عمر الصلاة على بعد مسافة من الكنيسة حتى لا تتعرض مكانتها كهيكل مسيحي للخطر. بعد خمسة وخمسين عامًا، بُني مسجد عمر (المختلف عن مسجد عمر بن الخطاب الواقع جنوب الكنيسة) في الموقع الذي كان يصلي فيه. بعد سقوط القدس، سمح عمر بن الخطاب لليهود بممارسة دينهم في القدس بحرية والعيش فيها. بعد مرور 60 عامًا، كلّف الخليفة عبد الملك من بني أمية بإكمال بناء قبة الصخرة فوق الصخرة المشرفة على جبل الهيكل في القدس. على الرغم من أن القرآن لا يذكر اسم «القدس»، يخصص الحديث أن محمد إلى السماء من القدس في رحلة الليل، أو الإسراء والمعراج. بنى عبد الملك بن مروان القبة المثمنة والمطلية بالذهب على الموقع الذي يُعتقد أن محمد صعد منه إلى السماء. بُني المسجد الأقصى أيضًا في مكان قريب، مجددًا كتكريم لقصة رحلة الليل.
ازدهرت المدينة خلال القرون الأولى للحكم الإسلامي، على وجه التحديد خلال حكم السلالتين الأموية (650-750) والعباسية (750-969)، ووصفها مؤرخا القرن العاشر ابن حوقل والإصخطري على أنها «أكثر مقاطعات فلسطين خصوبة»، في حين كرس الجغرافي المقدسي ابن المدينة الأصلي (المولود عام 946) صفحات عديدة لمدحها في أشهر أعماله، أحسن التقاسيم في معرفة الأقاليم. إلا أن القدس تحت الحكم الإسلامي لم تنل المكانة السياسية أو الثقافية التي تمتعت بها عواصم مثل دمشق وبغداد والقاهرة.
مع انهيار الإمبراطورية الكارولنجية في أوائل القرن العاشر، بدأت فترة جديدة من الاضطهاد من قبل المسلمين. ومع ذلك، ملأ البيزنطيون المستردون هذا الفراغ وسُمح للمسيحيين مرة أخرى بالحج إلى القدس مع توسع الإمبراطورية في ظل الحروب الصليبية البيزنطية.
وفقًا لإيليا حاخام شيلم، فقد عاش اليهود الألمان في القدس خلال القرن الحادي عشر. وتروي القصة أن يهوديًا فلسطينيًا يتحدث الألمانية أنقذ حياة شاب ألماني كان يلقب دولبيرغر. لذلك عندما جاء فرسان الحملة الصليبية الأولى لمحاصرة القدس، أنقذ أحد أفراد عائلة دولبيرغر اليهود في فلسطين ونقلهم إلى فورمز ليرد الجميل. تبرز المزيد من الأدلة على الجاليات الألمانية في المدينة المقدسة في شكل أسئلة هالاخاهية مرسلة من ألمانيا إلى القدس خلال النصف الثاني من القرن الحادي عشر.
مع توسع الحدود البيزنطية في بلاد الشام في أوائل القرن الحادي عشر، بدأ التسامح المحدود للحكام المسلمين تجاه المسيحيين في الشرق الأوسط بالتلاشي. أمر الخليفة الفاطمي المصري الحاكم بأمر الله بهدم جميع الكنائس على امتداد العالم الإسلامي ابتداءً بالكنائس في القدس. كانت كنيسة القيامة، التي يقدسها معظم المسيحيين بصفتها الموقع الذي دفن وصلب فيه المسيح، من بين أماكن العبادة التي هُدمت، إلا أنه مُنح لاحقًا الإذن بإعادة بنائها.
في عام 1070-1071، حاصر الأمير التركي أتسيز بن أوفاق الخوارزمي المدينة واستولى عليها، ووضعها تحت السيطرة الاسمية للخلافة العباسية. في عام 1077، وجد لدى عودته من محاولة كارثية للاستيلاء على القاهرة، عاصمة الخلافة الفاطمية، أن سكان القدس قاموا بتمرد في غيابه وأجبروا حامية له على الاحتماء في القلعة. لذلك حاصر المدينة مرة أخرى، وذبح عند استعادتها ما يقدر بنحو 3000 من المتمردين، من بينهم أولئك الذين لجأوا إلى المسجد الأقصى. في عام 1079، قتل أتسيز على يدي حليفه الاسمي توتوش، الذي أسس في وقت لاحق سلطة عباسية أشد صرامة في المنطقة. بدأت فترة جديدة من الاضطراب في عام 1091 بوفاة حاكم توتوش في القدس، أرتوك وخلافة ابنيه، اللذين كانا خصمين مريرين. انتقلت سلطة المدينة بينهما مرات عديدة، حتى عام 1098 حين انتهز الفاطميون الفرصة التي أتاحها اقتراب الحملة الصليبية الأولى واستعادوا السيطرة عليها.

## السيطرة الصليبية
أفضت تقارير عن تجدد قتل الحجاج المسيحيين، وهزيمة الإمبراطورية البيزنطية على أيدي السلاجقة، إلى الحملة الصليبية الأولى. سار الأوروبيون لاستعادة الأراضي المقدسة، وفي 15 يوليو 1099 خرج الجنود المسيحيون منتصرين من حصار للقدس استمر لمدة شهر. تماشيًا مع تحالفهم مع المسلمين، كان اليهود من بين أقوى المدافعين عن القدس ضد الصليبيين. عند سقوط المدينة، ذبح الصليبيون معظم سكان المدينة المسلمين واليهود تاركين المدينة «غارقة بالدماء حتى ركبتيها».
أصبحت القدس عاصمة مملكة بيت المقدس. بدأ المستوطنون المسيحيون من الغرب في إعادة بناء الأضرحة الرئيسية ذات الصلة بحياة المسيح. أعيد بناء كنيسة القيامة بشكل طموح ككنيسة رومانية كبيرة، وجرى تحويل الأضرحة الإسلامية على جبل الهيكل (قبة الصخرة والمسجد الأقصى) إلى مقاصد مسيحية. أسس خلال تلك الفترة تنظيم فرسان الإسبتارية العسكري الرهباني وفرسان الهيكل.